# Lin Tzu-Hui
Lin Tzu-Hui (5 de noviembre) es una deportista taiwanesa que compitió en levantamiento de potencia adaptado. Ganó cuatro medallas en los Juegos Paralímpicos de Verano entre los años 2004 y 2016.

## Palmarés internacional
| Juegos Paralímpicos | Juegos Paralímpicos     | Juegos Paralímpicos | Juegos Paralímpicos |
| Año                 | Lugar                   | Medalla             | Categoría           |
| ------------------- | ----------------------- | ------------------- | ------------------- |
| 2004                | Atenas (Grecia)         | Medalla de oro      | –75 kg              |
| 2008                | Pekín (China)           | Medalla de oro      | –75 kg              |
| 2012                | Londres (Reino Unido)   | Medalla de bronce   | –75 kg              |
| 2016                | Río de Janeiro (Brasil) | Medalla de bronce   | –79 kg              |